# Daniil Harms
Daniil Harms (en russe : Даниил Хармс), né le 17 décembre 1905 (30 décembre 1905 dans le calendrier grégorien) à Saint-Pétersbourg et mort le 2 février 1942 à Léningrad, est un poète du début de l'ère soviétique considéré notamment comme un précurseur de l'absurde.

## Biographie
De son vrai nom Daniil Ivanovitch Iouvatchev (Даниил Иванович Ювачев), il choisit le pseudonyme de Harms pendant ses études secondaires. Il utilise également les pseudonymes de Horms, Charms, Chardam, etc. 

## Œuvre
Sa poésie, tantôt lyrique, tantôt satirique, se caractérise par ses constantes inventions langagières et prosodiques. L'ironie et la tendresse s'y conjuguent avec une quête de sens philosophique. Elle se réclame essentiellement de Vélimir Khlebnikov, mais aussi de Kasimir Malevitch. D'autre part, son goût pour le poème dramatique est central et participe à sa singularité.
Son œuvre en prose est essentiellement constituée de courtes vignettes, ne faisant souvent que quelques paragraphes, où alternent des scènes de pauvreté ou de privations, des scènes fantastiques ressemblant parfois à des descriptions de rêves, et des scènes comiques. « Certes Harms appartient sans conteste à la grande famille des désespérés rigolos ». Les choses, les images, les personnages disparaissent souvent même avant de commencer à exister. Dans ces vignettes, des écrivains connus font parfois des apparitions incongrues.
Le monde de Harms est imprévisible et désordonné, ses personnages répétant sans fin les mêmes actions ou se comportant de façon irrationnelle, des histoires linéaires commençant à se développer étant brutalement interrompues par des incidents qui les font rebondir dans des directions totalement inattendues. 
Le travail de Harms est plus profond qu'il n'y paraît et doit être replacé dans le contexte de l'Oberiou (Association pour l'Art réel), un courant littéraire et philosophique du modernisme russe dont il a été l'un des fondateurs.
Accusé d'activités anti-soviétiques, il est exilé à Koursk en 1931. Ensuite, il est arrêté à nouveau pendant le siège de Leningrad le  23 août 1941, dénoncé par Antonina Oranjeeva, une amie intime de la poétesse Anna Akhmatova, pour « rumeurs diffamatoires contre le gouvernement soviétique et rumeurs défaitistes ». Il est interné dans une prison du NKVD, où il meurt le 2 février 1942, à trente-six ans.
Considéré comme un ennemi du régime stalinien, Harms ne peut publier de son vivant que deux textes : l'essentiel de son œuvre fut diffusée clandestinement. Il est réhabilité en 1956, mais longtemps, seules ses poésies pour enfants sont republiées en URSS, à partir de 1962. Son œuvre est aujourd'hui appréciée en Russie. Elle a été traduite en français, allemand, anglais, italien, polonais, tchèque, et suédois.

## Influences
- À partir des années soixante-dix, plusieurs textes de Harms servent de support à des œuvres artistiques.
- En 1995, Olivier Maurin et la Cie Lorhé-Dana montent "Toc" : compilation de textes de Daniil Harms, au théâtre de la renaissance à Oullins.
- En 2003, Guillaume Cantillon et la Cie Hi-Han créent Cabaret Toy, à la Maison des Comoni du Revest (Var) d'après les textes de Daniil Harms.
- En 2007, Régis Moulu adapte ses écrits pour la scène dans La pureté est proche du vide, spectacle avec dialogues complétifs d'une durée de 3h, théâtre de Saint-Maur[6]
- En 2009, des extraits de textes de Harms sont adaptés dans "Telegrams from the Nose" de William Kentridge, François Sarhan & Ictus
- En 2009, Marie Ballet monte "Oui, aujourd'hui j'ai rêvé d'un chien" au théâtre de la Bastille (Paris), sélection de textes de Daniil Harms appuyée par un accompagnement choral
- En 2011, ses 'Écrits' sont adaptés au théâtre par Laurent Pelly et l'Atelier Volant du TNT à Toulouse. Le spectacle s'appelait alors 'J'ai examiné une ampoule électrique et j'en ai été satisfait'.
- En 2012, Oscar Strasnoy utilise ses écrits "Incidents" pour en faire un opéra : Slutchaï, produit pour la première fois au Grand Théâtre de Bordeaux.
- En 2016, Pascal Crantelle directeur artistique et metteur et scène de la compagnie Alexander Thaliway (égyptologue et psychanalyste anglais), crée "Les éclats du bal", un spectacle théâtral et chorégraphique à l’Auguste théâtre à Paris, à partir de fragments des "Écrits" traduits par Yvan Mignot (avec deux comédiens : Harold Crouzet et Aline Lebert, Stéphane Puault pour la chorégraphie et les costumes, et Patricia Burkhalter pour les toiles peintes.) Une écriture originale de Pascal Crantelle introduit et clôt la pièce. Elle permet d’une part, une mise en abyme du spectacle : « le théâtre dans le théâtre » et d’autre part, de replacer Daniil Harms dans le contexte de l’URSS stalinienne[7].
- Dans La Nouvelle Revue française n°642, la nouvelle Amen d'Arthur Larrue met en scène Harms et intègre des morceaux inédits de son journal intime. Dans La Nouvelle Revue française n°652, la suite des aventures d'Esther, la traductrice de Harms, paraissent sous le titre Amour livre[8].
- En 2022, le groupe d'improvisation jazz The Daniil Kharms publie Post-Gogol World[9], un album composé de 8 nouvelles traductions vers l'anglais de courts textes de Harms. Ils produisent également un clip vidéo en linogravure pour une de ces pièces, Good People.